# Grívf
Grívf ist eine 2004 gegründete Funeral-Doom-Band aus Dänemark.

## Geschichte
Benjamin Isar Jørgensen initiierte Grívf 2004 als Soloprojekt mit gelegentlichen Gastmusikern. Ein Jahr nach der Aufnahme eines Demo im Jahr 2005 veröffentlichte er das Album Draugsrunor über Serpent of Salvation. Kostas Panagiotou lobte Draugsrunor für Doom-Metal.com als eine Kombination aus „Talent und echten Emotionen“ auf deren Grundlage „Kreativität und Inspiration“ entstünde. Für Chronicles of Chaos schrieb Nikola Shahpazov, dass Jørgensen, der unter dem Namen Isar agiert, „auf mehreren Ebenen effektiv“ sei und mit Draugsrunor eine „sehr zusammenhängendes und geradezu beeindruckendes Album“ veröffentlicht habe. Im Jahr 2007 folgten mit Sortenlund über Bubonic Doom als MC und über NOTHingness REcords als CD, eine neu aufgenommene und überarbeitet reguläre Albumveröffentlichung des Demos von 2005, und das Album Yggradsil über Det Germanske Folket. Das Album wurde insbesondere in Deutschland positiv aufgenommen. Das Album sei ein „erfreuliches Zeichen gegen metselig „Odin“-brüllende Jünglinge“ und ein „schier hypnotisches Album“ lautete das Urteil in der für Metal Inside von Meisenkaiser verfassten Besprechung. Stefan B. schrieb für Terrorverlag, dass ihm nur zu sagen bliebe, dass „dieser vertonte Suizid […] auf jeden Fall eine Hörprobe wert“ sei.

„Grívf bzw. Isar ist ein absoluter Meister seines Faches und versteht es, Eiseskälte, Grabesschauer, Magie und Mythologie auf einen Nenner zu bringen. „Yggdrasil“ zeigt sich von vorne bis hinten als ein grandioses Stück minimalistischen und höchst atmosphärischen Doom Metals. Trotz seiner genrebedingten Eigenarten eignet Grívfs drittes Werk auch für Aktivhörer, und in diese großartige Stimmung lohnt es sich einfach einzutauchen.“

Auch international wurde Yggdrasil überwiegend als „eine ziemlich faszinierende Erfahrung“, als „meditativ“ und „konkrete Energie“ gelobt. HaragSICK vom ungarischen Webzine Femforgacs schrieb hingegen, dass er vom Hören des Albums „nicht besonders beeindruckt“ war. Vergab dennoch sieben von zehn möglichen Punkten und nannte die Erfahrung „Abhängig von Situation und individueller Konstitution“. Mit Iss/The Great Plague Imperium folgte ein Split-Album mit Sol über Archaic Sound. Das Album wurde kaum wahrgenommen und vom niederländischen Webzine Lords of Metal als „eine sehr, sehr schreckliche Veröffentlichung“ und den Beitrag von Grívf als „harmlos“, „langweilig“ und von „schlechter Qualität“ kritisiert.

## Stil
Grívf wird von Doom-Metal.com als „minimalistisches und trostloses Funeral-Doom-Projekt“ beschrieben. Trotz stilistischer Nähe zu Funerary Dirge, insbesondere in Form „langer Dark-Ambient-Passagen“ könne die „Musik nicht als Ambient Funeral Doom eingestuft“ werden. Als weitere Vergleichsgrößen werden Nortt, Sol und Mørkheim angeführt. Die nur sporadisch eingesetzte Perkussion nutzt verschiedene Trommelklänge und verzichtet auf ein Schlagzeug. Ein Großteil der Musik basiert auf „fließenden, beinah dem Ambient“ zuzuordnenden Keyboard-Arrangements. Das Gitarrenspiel variiert zwischen „langsamen, zersetztenden Doom-Riffs“,  Bodrum und als feierlich wahrgenommenen Akustikgitarren. Hinzukommend nutzt Grívf weitere Instrumente unter anderem Flöten die das auf die nordische Mythologie hin ausgerichtete Konzept unterstützen. Der Gesang in dänischer Sprache sei als „mal sauber gesprochene Vocals, mal tiefe kehlig-bedrückende Worte“, als Flüstern und Krächzen präsent.

„Keyboards oder elektronische Effekte sind allenfalls an einem nebligen Hintergrundschall auszumachen, der sich jedoch nur songdienlich verhält. Lange Passagen auf „Yggdrasil“ lassen sich dem Bereich Ambient zuordnen, denn oft ist höchstens eine Gitarre vor heulendem Wind und anderen Naturgeräuschen zu vernehmen.“

## Diskografie
- 2005: Demo 2005 (Demo, Ymir)
- 2006: Draugsrunor (Album, Serpent of Salvation)
- 2007: Sortenlund (Album, NOTHingness Records/Bubonic Doom)
- 2007: Yggdrasil (Album, Det Germanske Folket)
- 2010: Iss/The Great Plague Imperium (Split-Album mit Sol, Archaic Sound)